# 后三杰 (中共情报人员)
“后三杰”是对中共三名情报人员的总称。在中共隐蔽的战线斗争史上，有前、后“三杰”之称，其中“前三杰”（即“龙潭三杰”）指的是李克农、钱壮飞、胡底，“后三杰”指的是熊向晖、陈忠经、申健。“后三杰”三人都潜伏在中华民国国军高级将领胡宗南身边担任职务，熊向晖更是担任胡宗南贴身副官、机要秘书长达十二年。
“后三杰”一词为周恩来提出。据熊向晖回忆，某次熊向晖与罗青长一起同周恩来见面。周恩来赞赏了熊向晖在西安时的情报工作，罗青长则补充说，还有陈忠经、申健的功劳，之后周恩来将熊、陈、申三人与“龙潭三杰”相提并论，称“龙潭三杰”为“前三杰”，熊、陈、申三人为“后三杰”。“后三杰”在中华人民共和国成立后，先后转而从事外交工作。